# Nariz en silla de montar
La nariz en silla de montar es una afección asociada con traumatismo nasal, sífilis congénita, policondritis recurrente, granulomatosis con poliangeítis, abuso de cocaína y lepra, entre otras afecciones. La causa más común es el traumatismo nasal. Se caracteriza por una pérdida de altura de la nariz, debido al colapso del puente. El dorso nasal deprimido puede afectar a componentes óseos, cartilaginosos o tanto óseos como cartilaginosos del dorso nasal.
Generalmente se puede corregir con rinoplastia de aumento rellenando el dorso de la nariz con cartílago, hueso o implante sintético. Si la depresión es sólo cartilaginosa, el cartílago se extrae del tabique nasal o del pabellón  aurícula y se coloca en una o varias capas. Si la deformidad afecta tanto al cartílago como al hueso, el mejor reemplazo es el hueso esponjoso de la cresta ilíaca. Se prefieren los autoinjertos a los aloinjertos. La deformidad de la silla de montar también se puede corregir con implantes sintéticos de teflón o silicio, pero es probable que sean extruidos.